# Залізничний роз'їзд 1141 км
Залізничний роз'їзд 1141 км (рос. Железнодорожный разъезд 1141 км) — залізничний роз'їзд в Вілегодському районі Архангельської області Російської Федерації.
Населення становить 0 осіб. Входить до складу муніципального утворення Вілегодський муніципальний округ.

## Історія
До 2020 року входихо до складу муніципального утворення Нікольське муніципальне утворення.

## Населення
| 2002 | 2010 | 2012 |
| ---- | ---- | ---- |
| 3    | ↘0   | →0   |